# Wehrattika (Architektur)

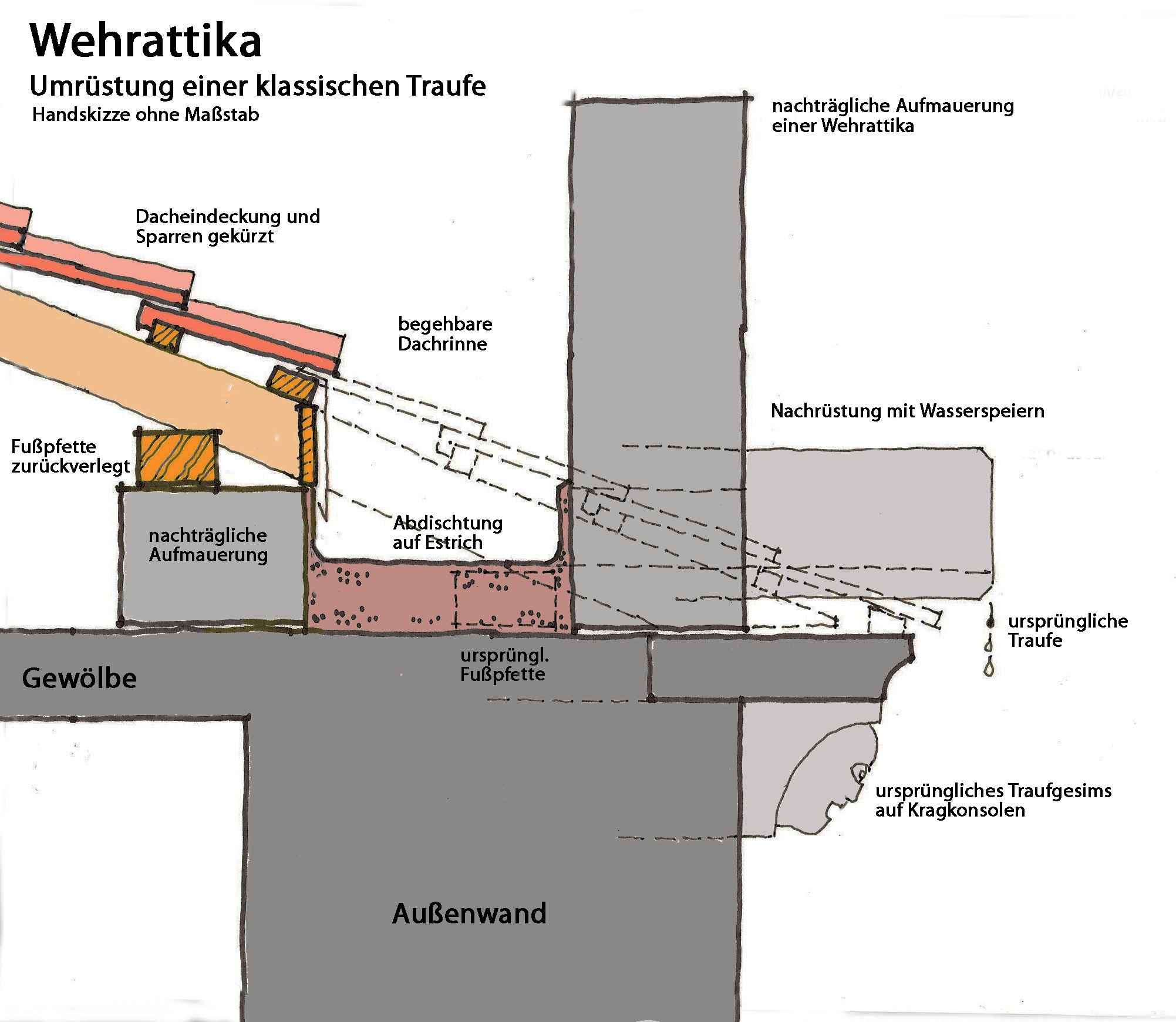
Wehrattika, nach Umrüstung einer Traufe, Handskizze

Die Wehrattika ist ein mittelalterliches Architekturelement, mit dem in der Regel kirchliche Bauwerke, die ursprünglich etwa im 11. bis 13. Jahrhundert ohne wehrtechnische Einrichtungen erbaut, in Zeiten drohender kriegerischer Ereignisse im 13./14. Jahrhundert und später damit nachgerüstet worden sind. Bauwerke, die ab dem 13. Jahrhundert entstanden oder erweitert wurden, erhielten teilweise gleich Wehrattiken. 
Eine Wehrattika ist in der Regel eine streifenförmige Brüstungswand aus kräftigem Mauerwerk, meist aus Werkstein, die auf den Mauerkronen der Außenwände aufgemauert ist. Hinter dieser Brüstung konnten Verteidiger des Gebäudes gegen Wurfgeschosse (Schleuder) und Pfeile (Bogen und Armbrust) von Angreifern, je nach Höhe, stehend, kniend oder liegend in Deckung gehen und, weitgehend selbst geschützt, die Angreifer beschießen oder bewerfen.

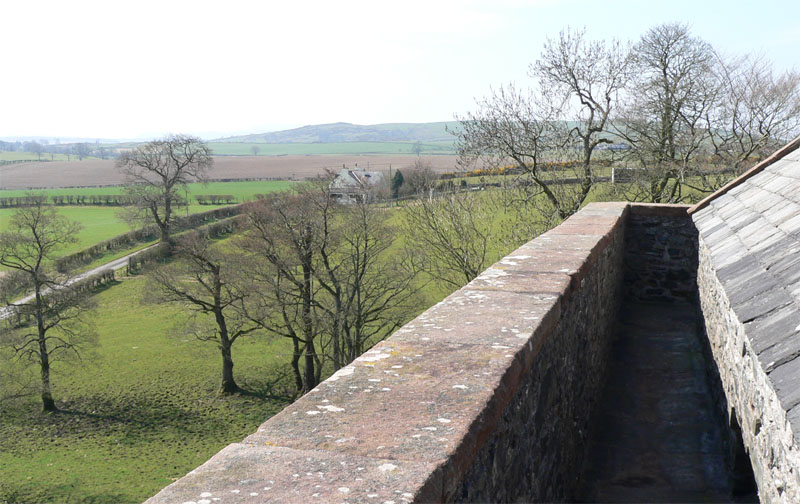
Wehrattika

Bei Gebäuden, die als wehrtechnische Bauwerke errichtet worden sind, wie etwa Burgen oder Stadtmauern, kennt man derartige  Einrichtung als geschlossene Brustwehr aus Mauerwerk auf den Mauerkronen mit Wehrgängen, die üblicherweise noch von mannshohen Zinnen überragt werden, die bei Wehrattiken selten anzutreffen sind.
Mit dem Einsatz von effizienten Feuerwaffen (14./15. Jahrhundert) verloren die steinernen Wehrattiken und Brustwehren weitgehend an Bedeutung. Die Geschosse der neuen Waffen erzeugten beim Auftreffen auf Mauerwerk scharfe Absplitterungen, die den Verteidigern häufig größere Schäden zufügten als die Geschosse selbst. Deshalb wechselte man damals zu hölzernen Brustwehren oder Wehrerkern (siehe dazu Brustwehr).
Die klassischen Dachtraufen mittelalterlicher Kirchengebäude sind am oberen Ende der waagerecht verlaufenden Mauerkronen der Außenwände angeordnet. Sie bestehen aus meist kräftigen waagerecht verlegten Gesimsplatten aus Werkstein, deren vordere Sichtkanten häufig abgeschrägt und profiliert, manchmal mit aufwendigen Friesen geschmückt oder bis auf einfache Fasen kaum bearbeitet sind. Diese Platten liegen auf Kragkonsolen aus Werkstein, über denen sie meist gestoßen werden. Diese sind wiederum weit in den Mauerwerksverband eingebunden, um die Auflasten tragen zu können. Sie sind oft schlicht skulptiert, indem ihre nach unten weisende Sichtkante nach innen kreisbogenförmig ausgerundet ist. Andere Kragkonsolen sind aufwendiger skulptiert, häufig mit Masken, Gesichtern, Tierköpfen, ganzen Körpern von Mensch und Tier, pflanzlichem Ranken- und Blattwerk oder geometrischen Formen. Eine besonders hochwertige Spezialität sind in die Hobelspankragsteine in der Auvergne.

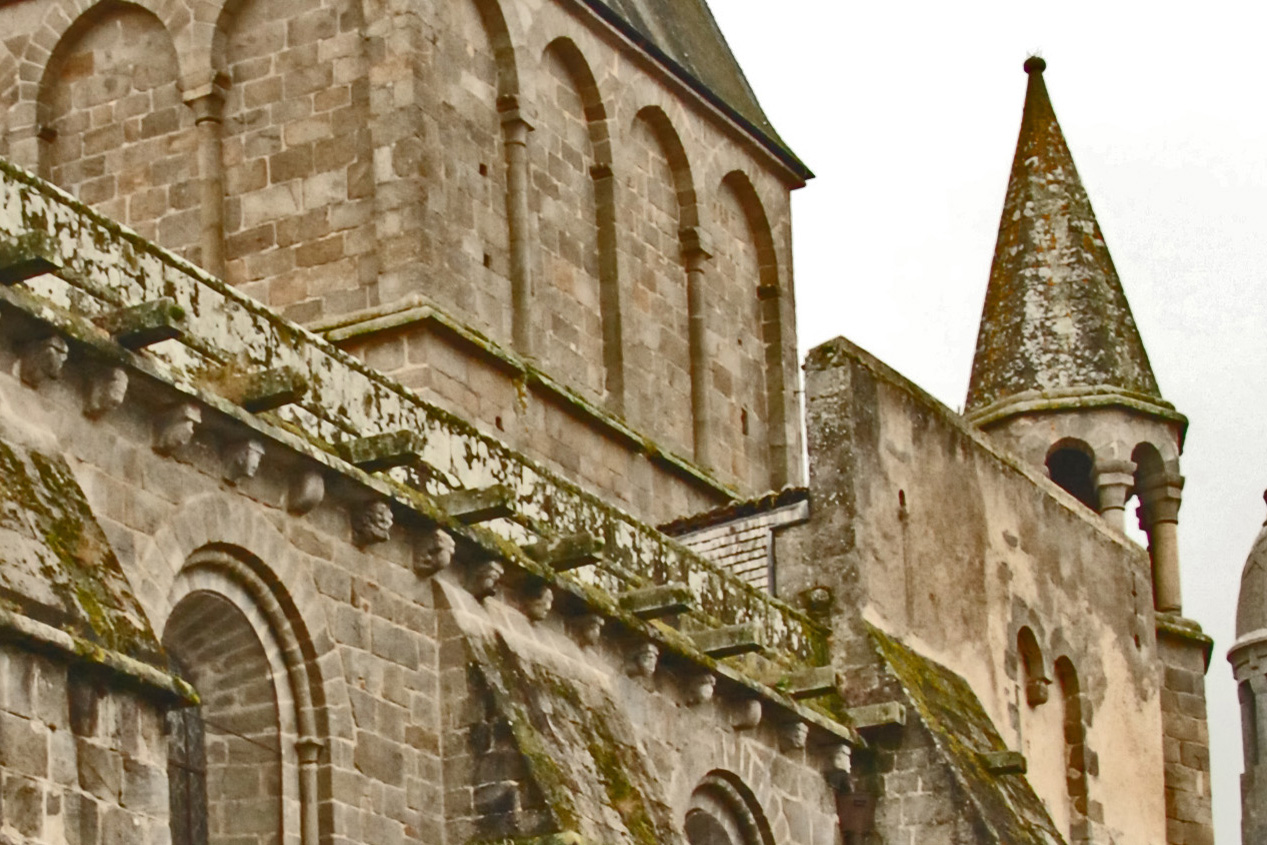
St-Pierre du Dorat, Wehrattiken, Nordseite

Auf diesen Traufgesimsen endeten ursprünglich die Sparren der geneigten hölzernen Dachkonstruktion, deren Unterseiten waagerecht zugeschnitten waren. Die Lasten des Daches wurden über waagerechte quer zu den Sparren verlaufenden Fußpfetten in die Mauerkronen abgeleitet. Je nach Art der Dacheindeckung, profilierte Dachziegel oder flache Dachschindeln, waren die Sparren oberseitig mit parallel verlaufenden Dachlatten oder mit einer geschlossenen Holzschalung abgedeckt, auf denen dann die Eindeckungen aufgebracht waren. Die Traufsteine der Eindeckung kragten etwas über die äußere Gesimskante aus. Von dort konnte das Regenwasser frei abtropfen.
Beispiele für klassische Dachtraufen: Notre-Dame-du-Port de Clermont-Ferrand, Prioratskirche Saint-Nectaire (Puy-de-Dôme), Stiftskirche Saint-Julien (Brioude), Abtei Cadouin, St-Amand-de-Coly, Melle (Deux-Sèvres) und andere.
Um nun die Brüstungsmauern der Wehrattiken aufbringen zu können, musste man die unteren Reihen der Eindeckung und die sie tragenden hölzerne Dachkonstruktion entfernen, und zwar so weit, dass die Brüstung aufgemauert werden konnte und dahinter genügend Raum entstand, in dem die Verteidiger bewegen und Schutz suchen konnten. Dazu mussten die Fußpfetten ein Stück nach innen verlegt und etwas aufgestelzt werden. In diesen Schutzraum brachte man begehbare im Gefälle verlegte Dachrinnen aus Stein oder aus Estrich ein, die mit Pech oder Teer abgedichtet wurden und die in gewissen Abständen an steinerne Wasserspeier angeschlossen waren, um das Regenwasser durch die Attika hindurch nach außen abzuleiten.

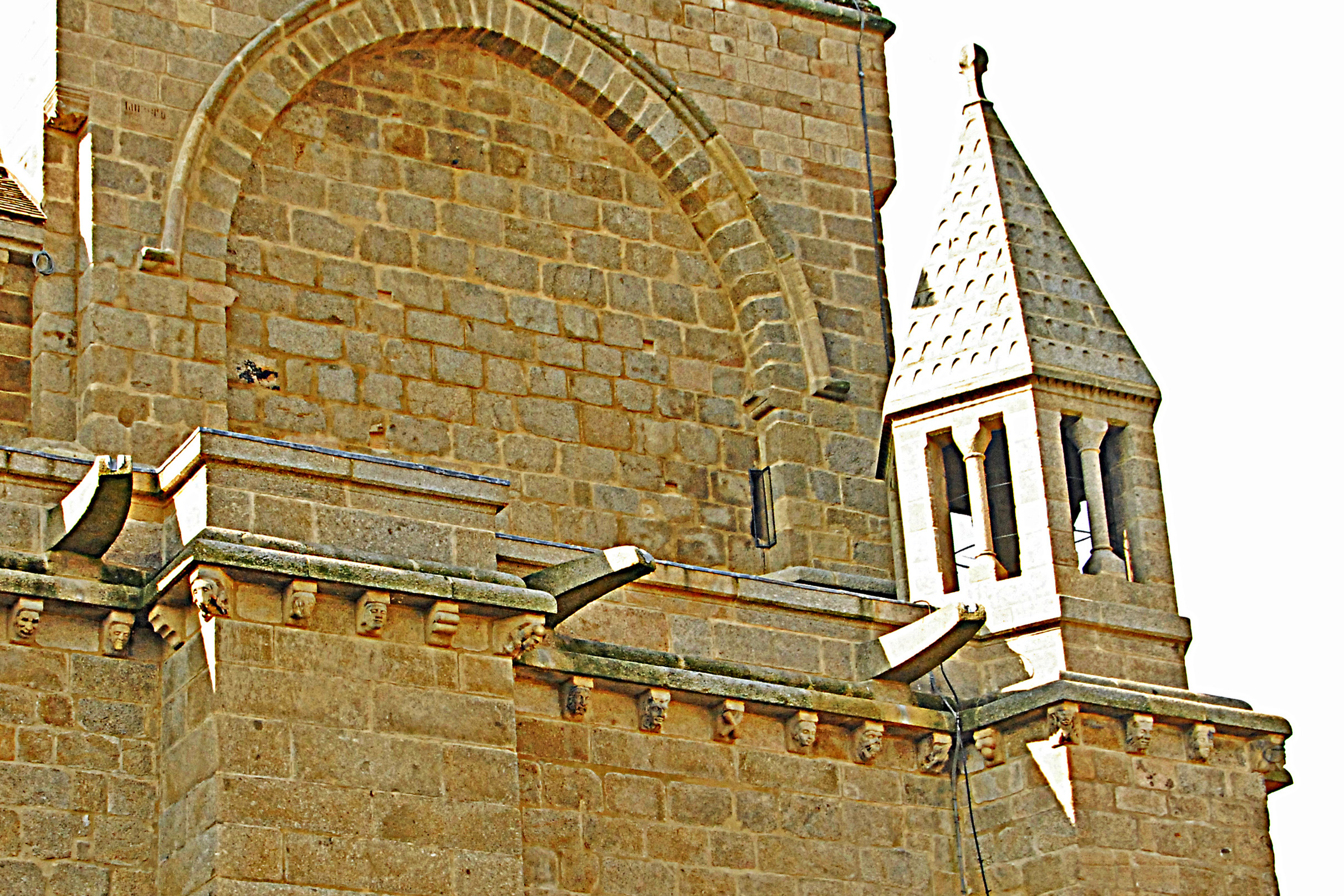
Notre-Dame de La Souterraine, Wehrattika, Nordseite, teilrückgebaut

Durch diese Konstruktion verloren die ursprünglichen Traufgesimse auf Kragsteinen ihre eigentliche Aufgabe. In einigen Fällen wurden sie vor dem Aufmauern der Attiken auch komplett oder teilweise entfernt. Auf die mit Skulpturen dekorierten Kragsteine wollte man aber meist nicht verzichten und beließ diese als rein dekorative Elemente an ihren Einbaustellen.
Die Wehrattiken wurden später, oft im Zuge früher Restaurierungsarbeiten im 19. Jahrhundert, sowohl teilweise als auch gänzlich zurückgebaut. Da die innenliegenden Regenrinnen häufig zu Wasserschäden führten, findet man heute auch ehemalige Wehrattiken, hinter denen man die Dachflächen so weit angehoben hat, dass ihre Fußpfetten auf den Kronen der Attiken aufliegen, ihre Sparrenköpfe mehr oder weniger auskragen und ihre Traufen teils mit modernen hängenden Regenrinnen aus Kupferblech ausgerüstet sind.
Wehrattiken finden sich auch nicht selten auf Giebelwänden mit schrägen Ortgängen, die die Dachflächen häufig überragen. Wenn deren ursprüngliche Höhe gegenüber den Dachfläche zur Deckung nicht ausreichten, brauchte man sie lediglich weiter aufzumauern, manchmal auch mit waagerechten Abstufungen (Beispiel: Saint-Amand-de-Coly). Vermutlich hat man temporär auf den Dachschrägen hölzerne Standgerüste errichtet. 

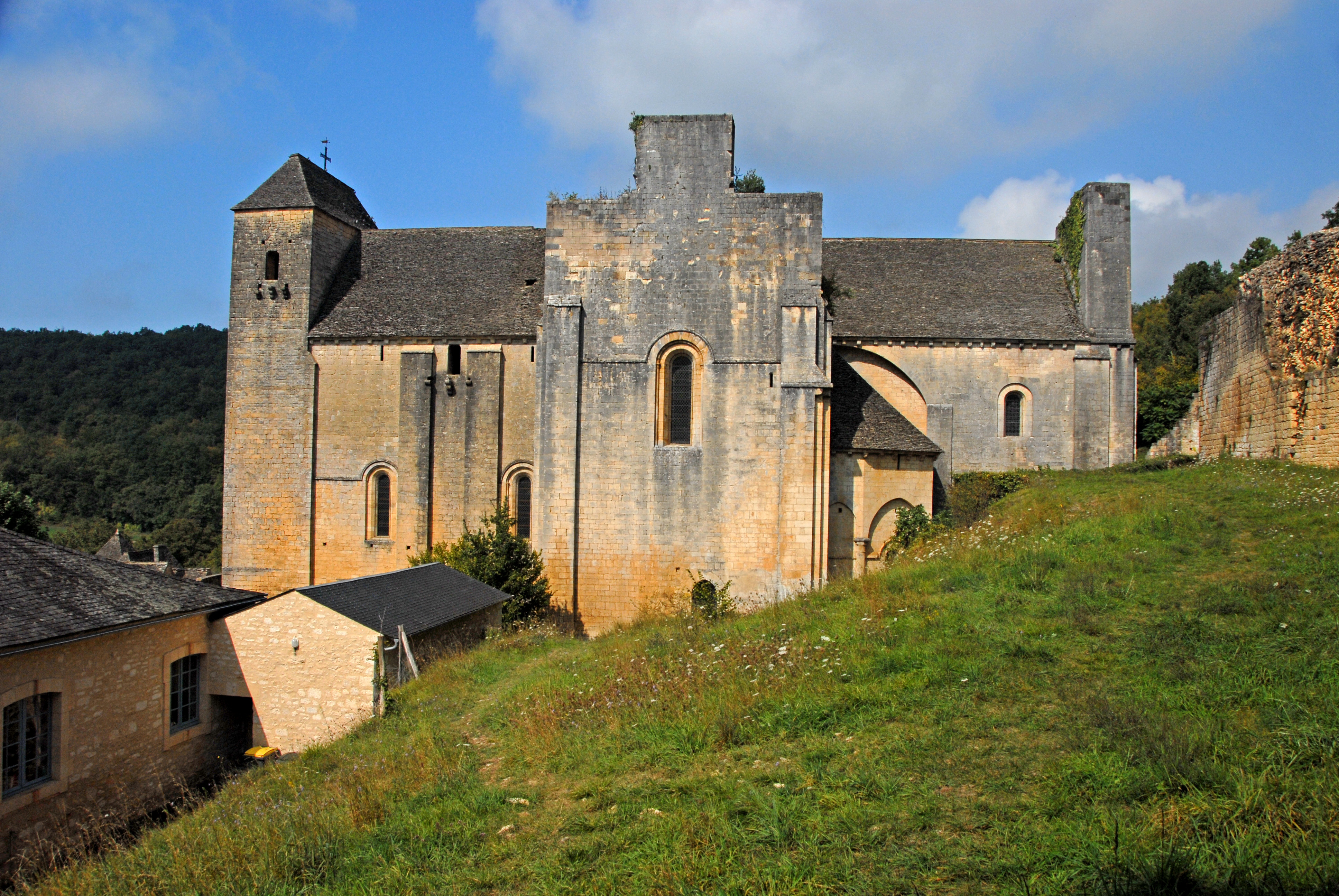
St-Amand-de-Coly, Wehrattiken auf Giebelwand, abgestuft

Die Gänge hinter den Wehrattiken, auf verschiedenen Seiten und Geäudeabschnitten und in unterschiedlichen Höhen, auch zu anderen Wehreinrichtungen, wie etwa Wehrtürme, Wehrerker und andere, manchmal ergänzt durch innere Wehrgänge unter den Gewölbeansätzen, waren fast immer alle untereinander verbunden mit Durchlässen, Stegen und Treppen in den Hohlräumen zwischen den Gewölben und den Dachflächen. Diese wurden meist über mehrere steinernen Spindeltreppen innerhalb massiger Mauerwerksteile vom Kirchenboden aus erschlossen. In diesen Hohlräumen befanden sich auch die in ruhigen Zeiten gefüllten Lagerräume für Geschosse, Wurfmaterial und Waffen wie auch Vorrats- und Aufenthaltsräume für längerfristig beschäftigte Verteidiger. 

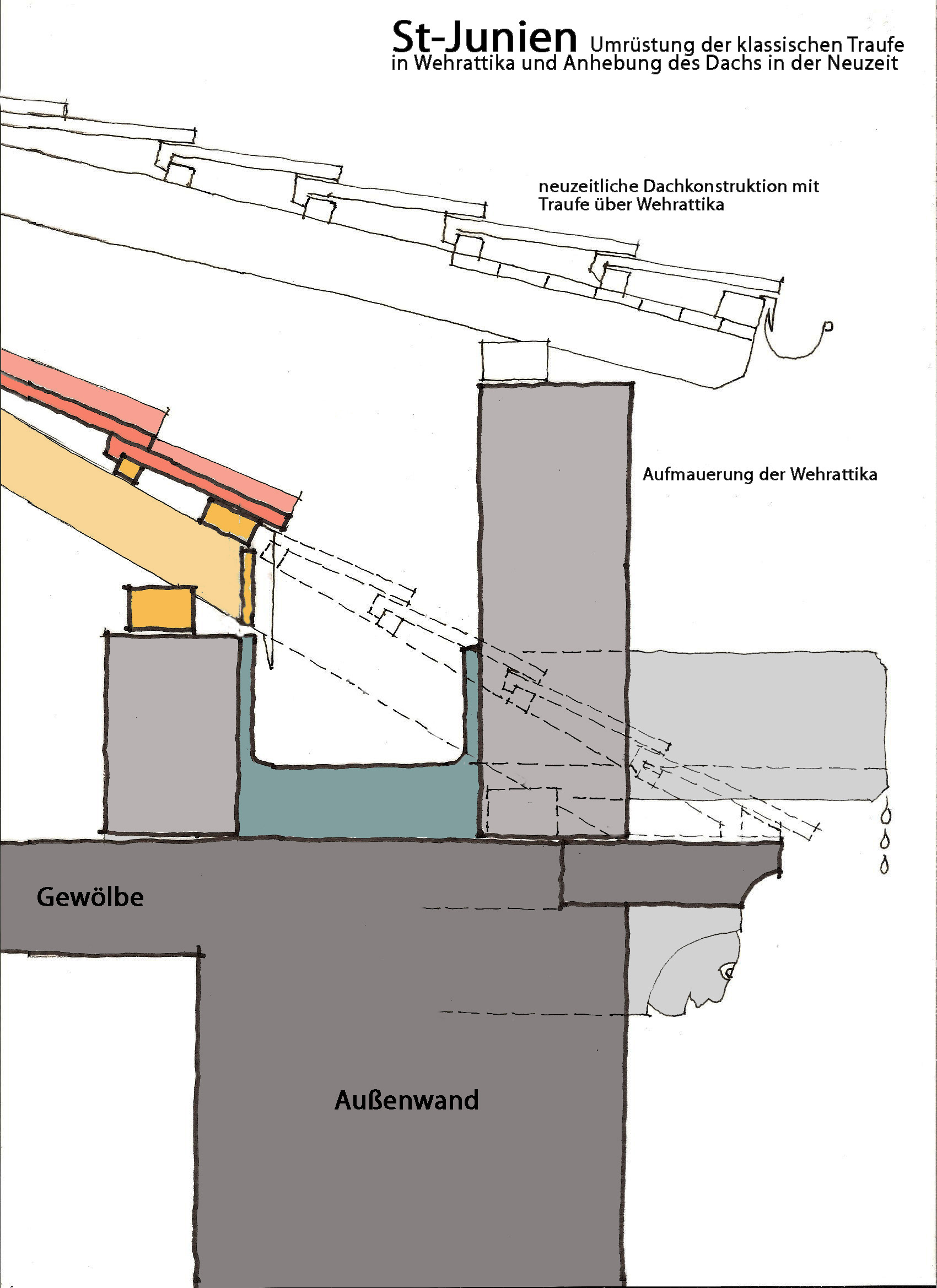
St-Junien, Umrüstung Traufe in Wehrattika

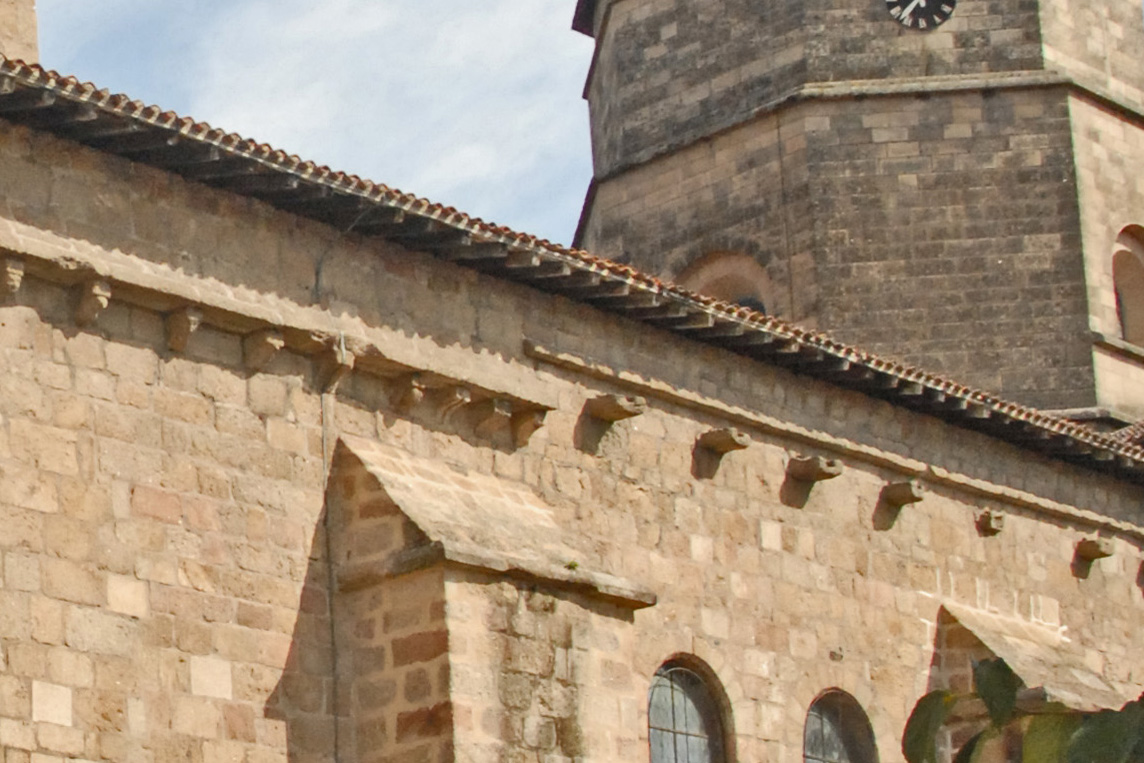
St-Junien.Wehrattika, Langhaus, Südseite, Dach später höher gelegt
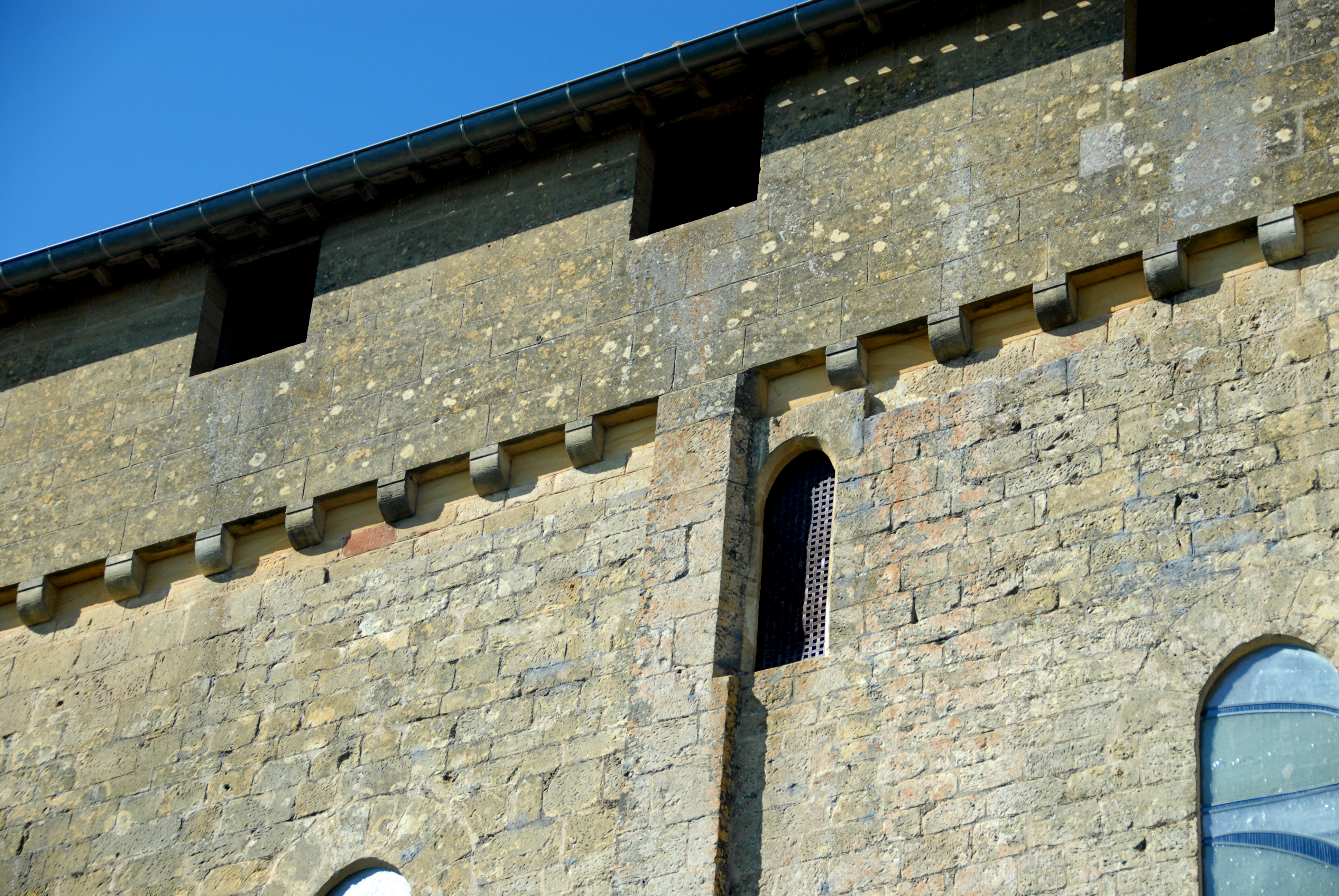
Priorat Saint-Avit-Sénieur, Südseite, Wehrattika mit Zinnen, Dach später höher gelegt
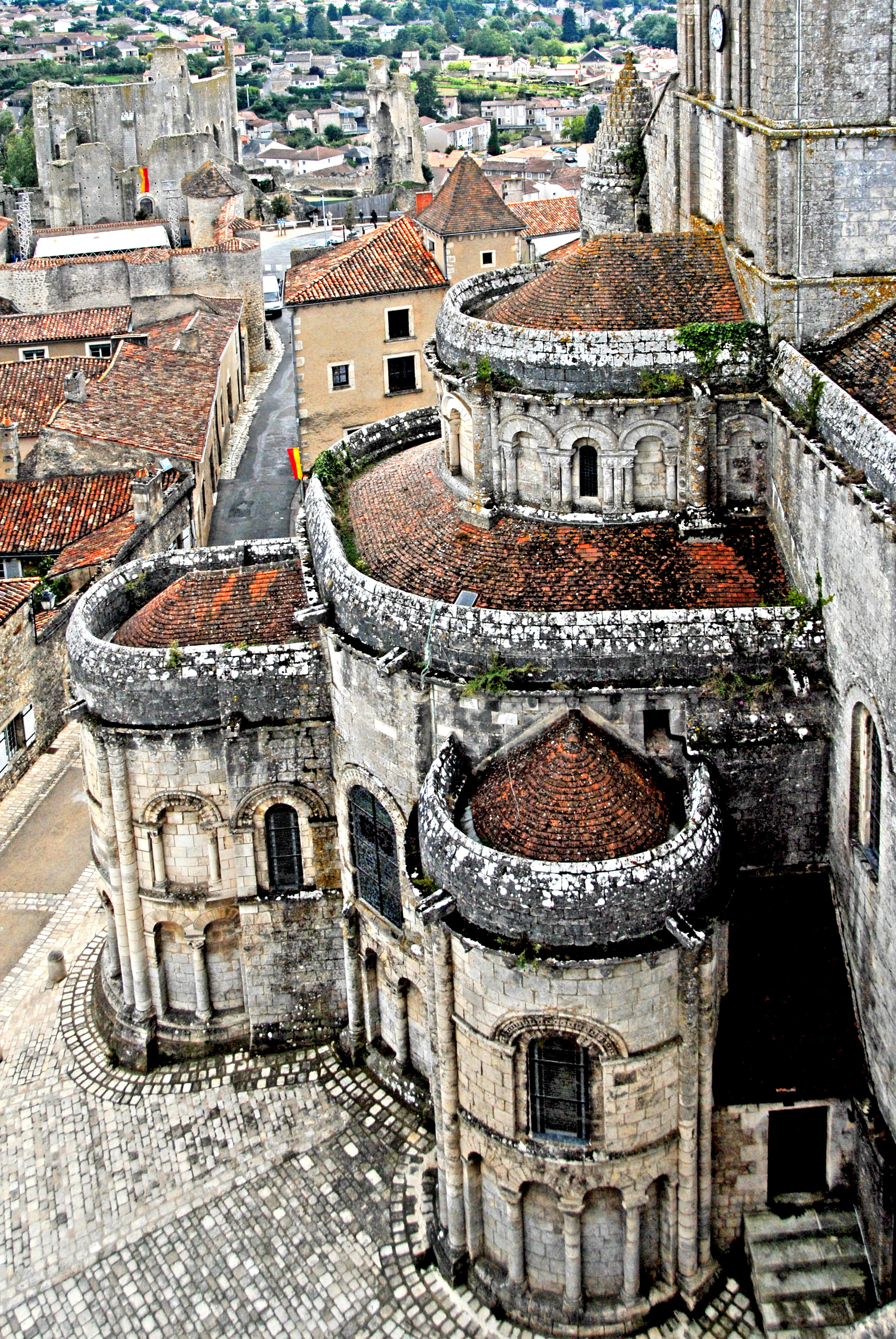
St-Pierre de Chauvigny, Wehrattiken am Chorhaupt, nach innen abgeschrägt
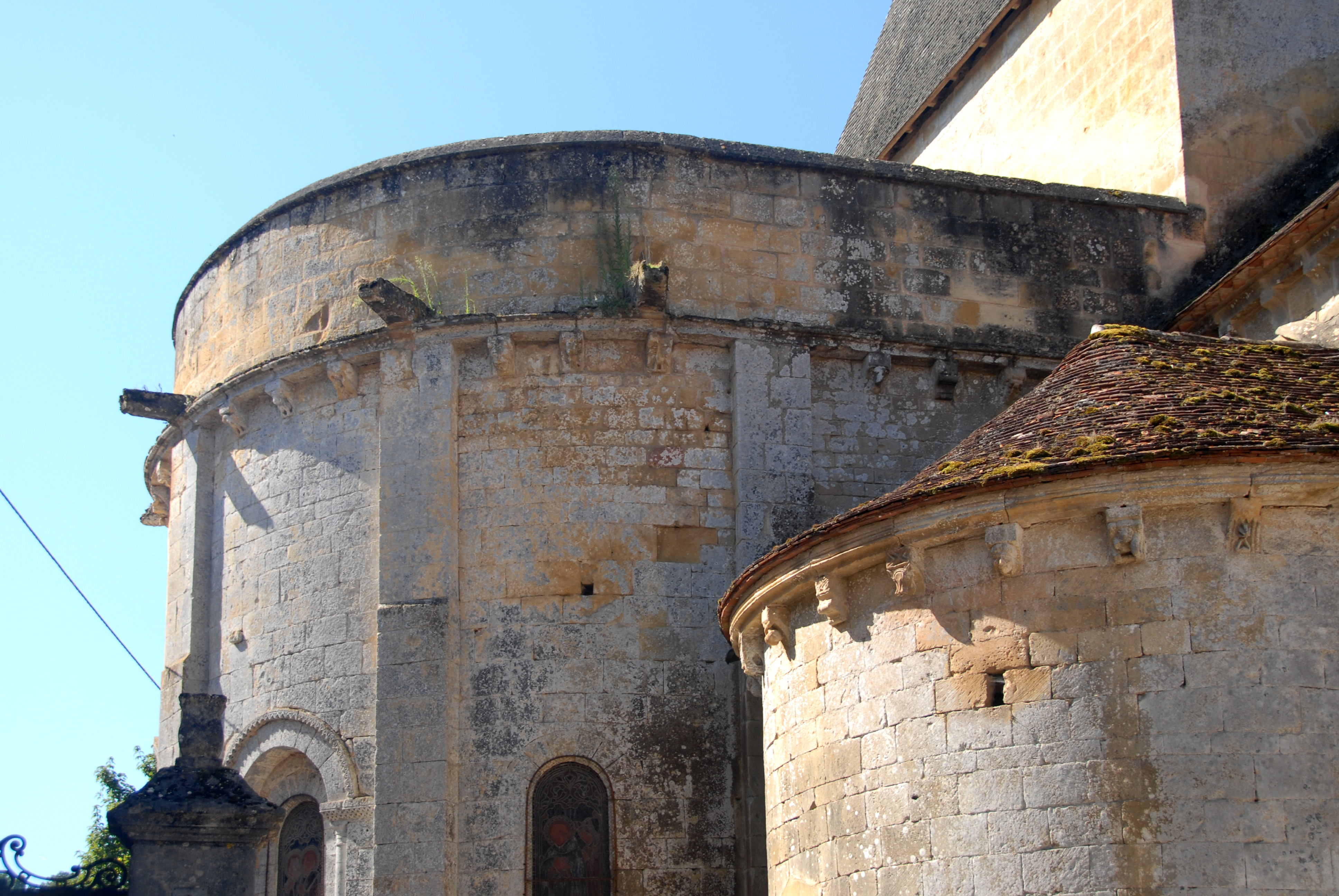
Abtei Cadouin, St-Pierre, Wehrattika am Chorhaupt, Querhauskapelle noch mit klassischer Traufe